# 亀井凱夫
亀井 凱夫（かめい よしお、1896年（明治29年）3月21日 - 1944年（昭和19年）8月10日）は、日本の海軍軍人。マリアナ航空隊司令としてグアム島で戦死し、一階級特進で最終階級は海軍少将。

## 経歴
1896年3月21日、東京都で父・亀井茲迪のもとに生まれる。亀井氏は元津和野藩主の一族。兄に亀井貫一郎（衆議院議員）がいる。毛里英於菟（革新官僚）は妹の夫で義弟。父が事業に失敗し借金を背負って廃嫡し、11歳の凱夫がそれを相続した。1908年3月、東京高等師範学校附属小学校（現・筑波大学附属小学校）を卒業。1913年3月、東京高師附属中（現・筑波大附属中・高）を卒業。1915年9月4日、海軍兵学校46期に入学。同期生に高田利種、猪口敏平、山本親雄らがいる。1918年11月21日、同校を卒業、少尉候補生となる。1919年8月1日、海軍少尉に任官。
1920年12月に第6期航空術学生を拝命し、1921年7月に卒業、戦闘機搭乗員となる。12月、中尉に昇進。1922年12月27日、日本海軍最初の空母・「鳳翔」が竣工した。空母は陸上基地に比べ飛行甲板は狭く、また母艦は航行中であり、着艦が可能であるかが問題であったが、1923年2月、元イギリス空軍大尉のウィリアム・ジョルダンが鳳翔で着艦を成功させる。3月16日、吉良俊一海軍大尉が鳳翔で日本人として最初の空母着艦を成功させる。12月、訓練を重ねた亀井と馬場篤麿中尉（同期）が共に鳳翔への着艦を成功させた。吉良・馬場・亀井は「着艦三羽烏」の異名が付いた。1924年12月、大尉に昇進。1927年（昭和2年）3月、主に操縦術研究を目的とした欧米出張を拝命。1928年8月、帰国。

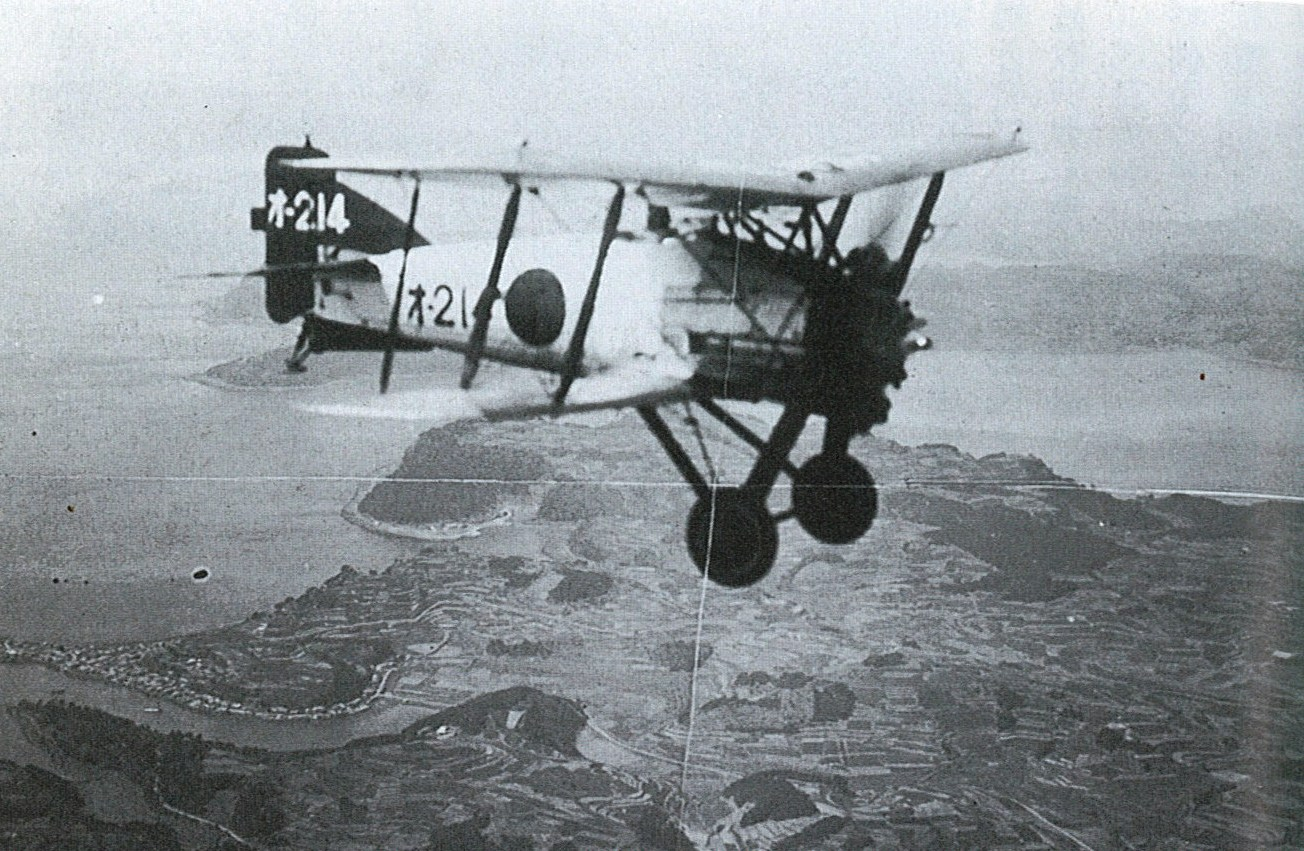
三式艦戦

1930年（昭和5年）11月、横須賀海軍航空隊分隊長に就任。亀井は夜間の空母着艦成功を目指した。当時の設備で夜間着艦を行うことは決死的作業であり、先に杉本丑衛少佐、大橋富士郎大尉（同期生）は一三式艦上攻撃機に搭乗し「赤城」への着艦を成功させたが、最後に挑戦する亀井が搭乗するのは三式艦上戦闘機であり視界が悪く、最も成功を危ぶまれており、軍令部長・加藤寛治らが立ち会うなど海軍の大きな期待がかかった中、亀井は無事成功させ、海軍の航空分野の発展に寄与した。12月、少佐に昇進。1933年10月、龍驤飛行長に就任。1934年11月、加賀飛行長に就任。1935年11月、中佐に昇進。1936年12月、霞ケ浦空飛行長に就任。1940年（昭和15年）11月、大佐に昇進。
1941年4月、第三航空隊司令に就任。12月、太平洋戦争が勃発。開戦時、三空は台南空とともにフィリピン方面の航空戦力撃破の任にあたる。三空は開戦時の攻撃に空母を使用する予定であったが、飛行隊長兼分隊長横山保大尉が台湾から遠距離攻撃が可能なこと、着艦訓練をする余裕もないことから空母使用をやめるように上申し、副長兼飛行長の柴田武雄中佐も賛同したため、三空は零式戦闘機の航続距離延伸を研究し、陸上基地から直接敵基地を攻撃することに成功する
1942年（昭和17年）11月、空母へ改装中の「大鯨」艦長に就任。「大鯨］は「龍鳳」と改称され、第三艦隊に所属。12月12日、トラック泊地に向かうが、八丈島付近でアメリカの潜水艦から雷撃され、右舷中部に魚雷1本が命中し、横須賀へ引き返すことになった。
1943年6月12日、龍鳳は第二航空戦隊に編入され、同戦隊の旗艦となる。
1944年（昭和19年）3月16日、第一航空艦隊麾下の五二一空司令に就任。 同空は陸上爆撃機銀河(定数96機)を備えていた。6月11日、マリアナ諸島に襲来した敵機動部隊の空襲でほぼ全ての機体を喪失し、その後のマリアナ沖海戦は数機で参加した。同年7月10日、 マリアナ航空隊司令に就任。7月21日、グアム島に米軍が上陸し、亀井は地上戦を戦い、8月10日に玉砕電文を発信して戦死（8月11日を戦死日とすることもある）。死後、一階級特進で少将に昇進。

## 栄典
- 1919年（大正8年）9月10日 - 正八位[8]